# Srećko (Felix) Florschütz
Felix Florschütz (Vukovar, 10. svibnja 1882. – Zagreb, 24. ožujka 1960.), hrvatski arhitekt i slikar.

## Životopis
Nakon završetka dekorativno-slikarskog obrta (1895. – 1898.) na Kraljevskoj zemaljskoj obrtnoj školi u Zagrebu Srećko Florschütz se zbog vida, odlučuje za graditeljstvo. Školovanje nastavlja na Graditeljskoj školi u Zagrebu (1898. – 1902.), a zatim na Visokoj Kraljevskoj bavarskoj tehničkoj školi u Münchenu (1904. – 1906.). Praksu je obavljao i kod poznatog Josipa pl. Vancaša u Sarajevu (1907.). Nakon stjecanja statusa ovlaštenoga graditelja Florschütz, zajedno sa školskim i akademskim kolegom Aleksandrom Gyikettom i J. Kaučićem, u ljeto 1909. godine osniva građevno poduzetništvo "Kaučić-Florschütz-Gyiketta, ovlašteni graditelji" i osniva poduzetništvo pod nazivom "S. Florschütz i drug", koje djeluje do sredine 1921. godine. Time završava prva faza njegovog djelovanja koju karakterizira duh modernizma.
Godine 1921., zajedno s braćom Hintermeier, Florschütz osniva novo poduzetništvo i time započinje njegova druga stvaralačka faza. U njoj se osjeća njegov povratak historicizmu, da bi se na kraju vratio modernizmu. Treća faza traje od 1938. do 1956. godine, a obilježava je upotreba regionalnih oblikovnih karakteristika. Produktivnost je podjednaka u svim Florschützovim fazama. 

## Radovi
Među poznatijim dijelovima njegovog opusa nalazi se uređenje "Miškecovog prolaza" i prva hrvatska namjenska kino dvorana, izgrađena na željeznoj konstrukciji, "Kino Balkan" danas "Kino Europa", uvršteno i na popis kulturnih dobara Republike Hrvatske. Primjenom "Total Dizajn" očuvanjem regionalnih karakteristika obnova spaljenog sela Kolarec do danas je jedinstven primjer planiranja ruralnih naselja u Hrvatskoj. Prvi veći projekt na kojem je sudjelovao bilo je 1909. godine uređenje i dovršenje ugaone trokatnice Društva za posmrtnu pripomoć na uglu Gundulićeve i Hebrangove ulice u Zagrebu (danas Gundulićeva 31), nakon čega je uslijedilo projektiranje i izvedba mnogih privatnih i stambeno poslovnih objekata najvećim dijelom u Zagrebu sve do kasnih 1950.-ih.

## Vanjske poveznice
- Florschütz, Feliks (Srećko) Hrvatska tehnička enciklopedija, portal hrvatske tehničke baštine. LZMK